# スティーブ・ティモンズ
スティーブ・ティモンズ（Steve Dennis Timmons, 1958年11月29日 - ）は、アメリカ合衆国の男子バレーボール選手（元・アメリカ男子代表）。カリフォルニア州・ニューポートビーチ出身。
1984年のロス五輪ではセンタープレーヤーだった。その後、パワーズに代わってセッター対角のオポジットを務めた。
日本ではカーチ・キライと共に人気を集めた。